# Tower of Power (album)
Tower of Power er et musikalbum fra 1973 af soul/funk-bandet Tower of Power. Albummet indeholder 10 numre.

## Numre
Alle sangene er skrevet af Emilio Castillo og Stephen "Doc" Kupka med mindre andet er angivet.
1. "What Is Hip?"  (Castillo, Kupka, David Garibaldi) -	5:08
2. "Clever Girl"  (Castillo, Kupka, Willie Fulton) -	2:56
3. "This Time It's Real" (David Bartlett, Castillo, Kupka) -	2:54
4. "Will I Ever Find a Love?" – 	3:51
5. "Get Yo' Feet Back on the Ground"  (Fulton) - 4:52
6. "So Very Hard to Go" – 3:41
7. "Soul Vaccination" – 	5:13
8. "Both Sorry Over Nothin'" (Castillo, Kupka, Lenny Williams) -	3:25
9. "Clean Slate"  (Castillo, Kupka, Fulton) - 3:22
10. "Just Another Day" (Bruce Conte) - 4:34